# Yoshikatsu Kawaguchi
Yoshikatsu Kawaguchi (jap. 川口 能活 Kawaguchi Yoshikatsu; * 15. August 1975, Fuji, Präfektur Shizuoka), manchmal auch Yoshi Kawaguchi genannt, ist ein japanischer ehemaliger Fußballspieler auf der Position des Torhüters und war Kapitän der japanischen Fußballnationalmannschaft.

## Karriere
Er besuchte die Shimizu-Handelsoberschule und war dort Mitglied des Fußballvereins. Nachdem er die Oberschule beendet hatte, trat er dem Profi-Verein den Yokohama Marinos (jetzt bekannt als Yokohama F. Marinos) bei.
Er wurde in die japanische Nationalmannschaft berufen und spielte bei den Olympischen Spielen in Atlanta mit.
Nach weiteren Auftritten sowohl für den Club als auch für das Land, wechselte er zum englischen Club FC Portsmouth, hatte dort jedoch zunächst Eingewöhnungsprobleme. Bei seinem Debüt musste er als Sündenbock herhalten, als Portsmouth ein Heimspiel gegen Leyton Orient mit 1:4 verlor.
Schon bald zog es ihn in die dänische Liga zum FC Nordsjælland. Bevor die neue Saison in der Japanischen Liga begann, kehrte Kawaguchi zurück in sein Heimatland und unterzeichnete einen Vertrag bei dem Titelverteidiger Júbilo Iwata.
Im September 2009 brach sich Yoshikatsu Kawaguchi das Schienbein und musste verletzungsbedingt bis Mai 2010 pausieren. Eine große Überraschung war die sofortige Nominierung für die Fußball-Weltmeisterschaft 2010 in Südafrika nach seinem Comeback. Da es ein großes Risiko mit sich bringt, einen Spieler, der mehr als ein halbes Jahr keine Praxis sammeln konnte, bei der Weltmeisterschaft einzusetzen, blieb Kawaguchi nur die Nummer drei hinter Eiji Kawashima und Seigō Narazaki. Teamchef Takeshi Okada begründete die Nominierung mit Kawaguchis starker Mentalität, die die Mannschaft zusammenhalte. Dadurch sei er für das Team enorm wichtig, auch wenn er nur auf der Bank säße.

## Siehe auch

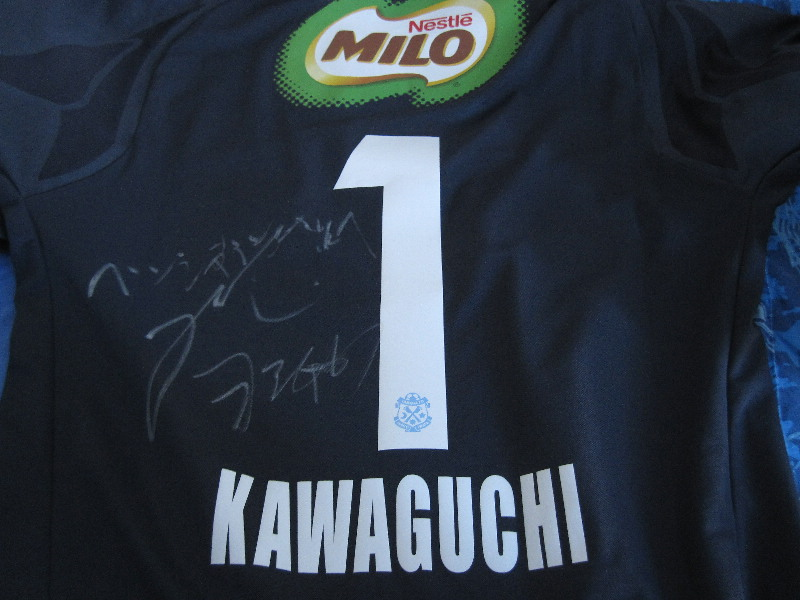
Trikot (Júbilo Iwata) für Fan signiert

## Erfolge

### Verein
Yokohama F. Marinos
- J. League: 1995, 2000

### Nationalmannschaft
- AFC Asian Cup
  - Teilnahmen 2000, 2004
  - Gewinner 2000, 2004
- Konföderationen-Pokal
  - 1×Platz 2, 2001 mit Japan

## Auszeichnungen
- J. League Best Young Player: 1995